# Gipsy.cz
Gipsy.cz es un grupo de música Hip Hop indo-checo, integrada entre cantantes y músicos hindúes y checos de origen gitano o romaní.

## Festival de la Canción de Eurovisión 2009
Gipsy.cz ya habían participado en dos ocasiones en la preselección nacional checa para el festival. Fueron elegidos internamente por la televisión de República Checa para representar al país en el Festival de la Canción de Eurovisión 2009. Se celebró una final nacional con dos canciones: «Do You Wanna» y «Aven Romale». Finalmente, esta última fue la elegida.